# Aerei della Aeronautica greca nella seconda guerra mondiale
Aerei impiegati dalla Ellinikí Vasilikí Aeroporía durante la Seconda guerra mondiale.

## Caccia
- Avia B-534
- Bloch MB.151
- Gloster Gladiator
- Fairey Firefly
- PZL P.7
- PZL P.11
- PZL P.24

## Bombardieri
- Avro 652A Anson
- Bristol Blenheim
- Fairey Battle
- Hawker Horsley
- Potez 63-11
- Potez 633

## Da ricognizione
- Breguet Bre 19
- Fairey IIIF
- Henschel Hs 126  (acquistati prima della guerra)
- Potez 25

## Da trasporto
- Junkers G 24  (acquistati prima della guerra)
- Junkers Ju 52  (acquistati prima della guerra)

## Da addestramento
- Avia BH-33
- Avro 504
- Avro 621 Tutor
- Avro 626 Prefect
- de Havilland DH.60 Moth
- Kea Chelidon
- Morane-Saulnier MS.230

## Idrovolanti
- Dornier Do 22  (acquistati prima della guerra)

## Aerei di Preda Bellica
Italia
- Savoia-Marchetti S.M.79